# Maurice Delcourt
Pour les articles homonymes, voir Delcourt.
Maurice Aimé Léon Émile Delcourt, né le 3 juin 1877 à Paris et mort le 29 décembre 1916 à Chattancourt, est un peintre, dessinateur et graveur français.

## Biographie

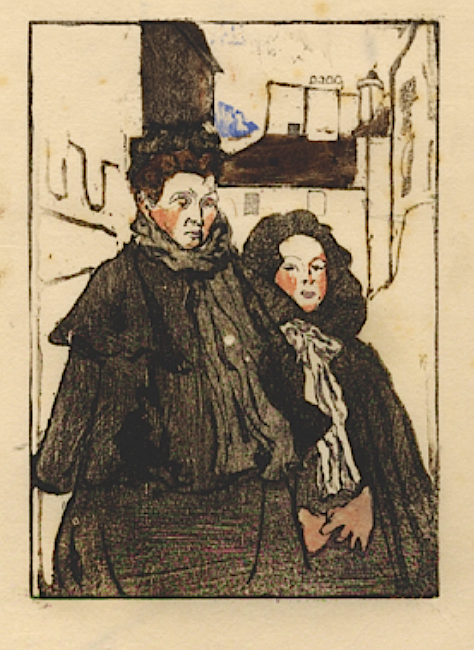
Rue des Saules, bois coloré (vers 1896-1898).

Maurice Delcourt naît le 3 juin 1877 dans le 9e arrondissement de Paris, et, collabore très jeune à L'Ymagier, recueil créé en 1894 par Remy de Gourmont et Alfred Jarry, mais aussi avec Le Centaure. Il illustre ensuite un ensemble de contes de Jean de Tinan, Érythrée : les amphores de Phéidas (1896) puis un ouvrage de Camille Mauclair, Les Camelots de la pensée (1902).
Excellant dans l'art de la gravure sur bois, il se rapproche de Félix Vallotton qui le fait entrer à La Revue blanche. Il exécute par ailleurs de nombreuses lithographies d'une grande finesse et aujourd'hui recherchées qui seront éditées entre autres par la revue d'art L'Estampe et l'Affiche éditée par Édouard Pelletan, et par L'Estampe nouvelle. Il collabore aussi à L'Assiette au beurre.
Mobilisé en 1914, il meurt dans les combats du Mort-Homme au cours de la bataille de Verdun.